# Liste der Kulturdenkmäler in Montabaur
In der Liste der Kulturdenkmäler in Montabaur sind alle Kulturdenkmäler der rheinland-pfälzischen Kreisstadt Montabaur einschließlich der Stadtteile Bladernheim,  Elgendorf, Eschelbach, Ettersdorf, Horressen, Reckenthal und Wirzenborn aufgeführt. Grundlage ist die Denkmalliste des Landes Rheinland-Pfalz (Stand: 21. Dezember 2021).

## Montabaur

### Denkmalzonen
| Bezeichnung                              | Lage | Baujahr                     | Beschreibung | Bild                           |
| ---------------------------------------- | --- | --------------------------- | --- | ------------------------------ |
| Denkmalzone Altstadt                     | Biergasse, Elisabethenstraße, Großer Markt, Hinterer Rebstock, Kirchstraße, Kleiner Markt, Sauertalstraße, Steinweg, Vorderer Rebstock Lage |                             | größerer Teil des ehemals ummauerten Stadtgebietes und das Schloss einschließlich Schlossberg, zahlreiche häufig verschieferte Fachwerkhäuser, meist vom Ende des 17. oder dem Anfang 18. Jahrhunderts | Fotos hochladen                |
| Denkmalzone Jüdischer Friedhof           | Albertstraße Lage | Anfang des 19. Jahrhunderts | wohl Anfang des 19. Jahrhunderts angelegt, etwa 80 Grabsteine, einer der ältesten Grabsteine von 1810 | weitere Bilder Fotos hochladen |
| Denkmalzone Schloss Montabaur            | Schlossweg, Schlossberg bis Alleestraße, Bahnhofstraße, Hinterer Rebstock Lage                                                              | 10. Jahrhundert             | im 10. Jahrhundert angelegte Burg, seit dem frühen 11. Jahrhundert trierisch, der jetzige Bau mit mittelalterlichem Kern unter Kurfürst Johann von Orsbeck von Johann Christoph Sebastiani errichtet, Vierflügelbau mit dreigeschossigen Ecktürme, innen mittelalterlicher Hauptturm und drei vortretende Treppenhäuser, vor der Nordfront zwei spätmittelalterliche Türme; Hauptportal, vier kleinere Portale, bezeichnet 1687 und 1688; ehemaliger Zwinger, ebenfalls barock umgestaltet, Marstall, 1720 (Bahnhofstraße 32); äußerer Torbau, bezeichnet 1588                                             | weitere Bilder Fotos hochladen |
| Denkmalzonen Stadtbefestigung            | | nach 1291                   | nach 1291 begonnen, vollendet in der zweiten Hälfte des 15. Jahrhunderts, Teile erhalten auf der Ostseite der Sauertalstraße und der Judengasse (kleiner Achteckturm; ⊙), der südöstliche Eckturm an der Ostseite des neuen Finanzamtes (Joseph-Kehrein-Straße 1; ⊙), der Mauerabschnitt in den Häusern Alois-Jäger-Platz 3 und 5 (⊙), ein parallel zur Kolpingstraße verlaufender Mauerabschnitt mit rechteckigem Schalenturm östlich der Hospitalstraße (⊙), ein langer Mauerabschnitt mit angebauten Häusern an der Biergasse (⊙) und der Wolfsturm auf der Anhöhe westlich der Stadt (Am Wolfsturm; ⊙) | weitere Bilder Fotos hochladen |
| Denkmalzone Kurtrierische Wildbanngrenze | südwestlich der Stadt Lage | 1770                        | Abschnitte der ehemaligen kurtrierischen Wildbanngrenze zwischen Welschneudorf und Wirges, Wall- und Grabenanlage, 1770 angelegt | BW                             |

### Einzeldenkmäler
| Bezeichnung                                 | Lage                                                           | Baujahr                           | Beschreibung | Bild                           |
| ------------------------------------------- | -------------------------------------------------------------- | --------------------------------- | --- | ------------------------------ |
| Fuhrmannkapelle                             | Alois-Jäger-Platz 4/6 Lage                                     | um 1300                           | ehemalige Friedhofskapelle St. Anna; in Fachwerkzeile eingebauter, teilweise die Stadtmauer einbeziehender kleiner Bau, um 1300; darüber ehemalige Vikarswohnung, spätgotisches Fachwerk, dendrodatiert 1501, im 17. Jahrhundert Erweiterung und Anbau der Alten Schule | weitere Bilder Fotos hochladen |
| Kurfürstlicher Marstall                     | Bahnhofstraße 32 Lage                                          | 1768                              | elfachsiger Bau, Mittelpavillon unter Mansarddach, 1768, Architekt Johannes Seiz | Fotos hochladen                |
| Amtsgericht Montabaur                       | Bahnhofstraße 47 Lage                                          | 1910                              | stattlicher neubarocker Bau, bezeichnet 1910 | weitere Bilder Fotos hochladen |
| Wohnhaus                                    | Bahnhofstraße 51 Lage                                          | vor 1914                          | Wohnhaus mit Mittelrisalit und Mansarddach, kurz vor 1914, mit Ausstattung | Fotos hochladen                |
| Villa                                       | Bahnhofstraße 75 Lage                                          | 1904                              | Villa mit Nebengebäude; Klinkerbau, bezeichnet 1904 | Fotos hochladen                |
| Villa                                       | Eschelbacher Straße 4 Lage                                     | um 1900/05                        | Villa auf asymmetrischem Grundriss, um 1900/05 | Fotos hochladen                |
| Wohnhaus                                    | Färberbachstraße 4 Lage                                        | 1638                              | Eckwohnhaus, bezeichnet 1638, Fachwerk jedoch aus der zweiten Hälfte des 18. Jahrhunderts | Fotos hochladen                |
| Wohnhäuser                                  | Fürstenweg 1/3 Lage                                            | um 1920                           | Wohnhäuser; Gesamtanlage mit zwei langgestreckten Siedlungsbauten in Formen des späten 18. Jahrhunderts, wohl um 1920 | Fotos hochladen                |
| Joseph-Kehrein-Schule                       | Gelbachstraße 1 Lage                                           | um 1920/30                        | Putzbau, Reformarchitektur mit expressionistischen Details, um 1920/30 | Fotos hochladen                |
| Haus der Jugend                             | Gelbachstraße 9 Lage                                           | um 1900                           | ehemalige Schule; dreigeschossiger Backsteinbau, um 1900 | weitere Bilder Fotos hochladen |
| Wohnhaus                                    | Großer Markt 4 Lage                                            | erste Hälfte des 16. Jahrhunderts | dreigeschossiges Eckwohnhaus, teilweise verputzt, Fachwerk aus der ersten Hälfte des 16. und dem 18. Jahrhundert | Fotos hochladen                |
| Wohnhaus                                    | Großer Markt 8 Lage                                            | 1686                              | dreigeschossiges Wohnhaus, Marmorierbemalung, (neu) bezeichnet 1686 | Fotos hochladen                |
| Rathaus                                     | Großer Markt 10 Lage                                           | 1866                              | dreigeschossiger neugotischer Backsteinbau, 1866 | weitere Bilder Fotos hochladen |
| Salzlagerhaus                               | Großer Markt 16/18 Lage                                        | 1560                              | ehemaliges Salzlagerhaus, angeblich von 1560; dreigeschossiges Eckwohnhaus, teilweise massiv, Fachwerk aus dem 16. Jahrhundert, Nr. 16 in Fachwerk verbreitert | Fotos hochladen                |
| Wohnhaus                                    | Hinterer Rebstock 3 Lage                                       | spätes 17. Jahrhundert            | Fachwerkhaus, spätes 17. Jahrhundert | Fotos hochladen                |
| Wohnhaus                                    | Hinterer Rebstock 6 Lage                                       | 1672                              | Fachwerkhaus, teilweise massiv, reliefierte Brüstungstafeln, bezeichnet 1672 | weitere Bilder Fotos hochladen |
| Wohnhaus                                    | Hinterer Rebstock 44 Lage                                      | spätes 16. Jahrhundert            | dreigeschossiges Wohnhaus, Fachwerk-Obergeschoss aus dem späten 16. Jahrhundert | Fotos hochladen                |
| Brüderkirche                                | Ignatius-Löschert-Straße 3 Lage                                | Ende des 19. Jahrhunderts         | Katholische Kirche zur Heiligen Familie des Mutterhauses der Barmherzigen Brüder; neugotischer Saalbau, Ende des 19. Jahrhunderts | Fotos hochladen                |
| Wohnhaus                                    | Judengasse 1 Lage                                              | 17. oder 18. Jahrhundert          | dreigeschossiges Fachwerkhaus, verputzt, wohl aus dem 17. oder 18. Jahrhundert | weitere Bilder Fotos hochladen |
| Scheune                                     | Judengasse 8 Lage                                              |                                   | Scheune | Fotos hochladen                |
| Wohnhaus                                    | Judengasse 20 Lage                                             | 1594                              | dreigeschossiges Fachwerkhaus, teilweise massiv, bezeichnet 1594 | Fotos hochladen                |
| Wohnhaus                                    | Kirchstraße 1 Lage                                             | 1570                              | dreigeschossiges Fachwerkhaus, teilweise massiv, bezeichnet 1570 | Fotos hochladen                |
| Wohnhaus                                    | Kirchstraße 6/8 Lage                                           | Ende des 17. Jahrhunderts         | dreigeschossiges Fachwerk-Doppelwohnhaus, teilweise verputzt, Ende des 17. Jahrhunderts | Fotos hochladen                |
| Wohnhaus                                    | Kirchstraße 10 Lage                                            | 17. Jahrhundert                   | dreigeschossiges Fachwerkhaus, teilweise massiv und verputzt, 17. Jahrhundert, im 18. Jahrhundert teilweise barock überformt | Fotos hochladen                |
| Wohnhaus                                    | Kirchstraße 16 Lage                                            | 17. Jahrhundert                   | dreigeschossiges Fachwerk-Eckwohnhaus, teilweise massiv und verputzt, 17. und Ende des 19. Jahrhunderts | Fotos hochladen                |
| Wohnhaus                                    | Kirchstraße 18 Lage                                            | spätes 17. Jahrhundert            | dreigeschossiges Fachwerkhaus, teilweise massiv, spätes 17. Jahrhundert, Zwerchhaus um 1800 | Fotos hochladen                |
| Wohn- und Geschäftshaus                     | Kirchstraße 28 Lage                                            | 19. Jahrhundert                   | viergeschossiges Wohn- und Geschäftshaus, 19. Jahrhundert | Fotos hochladen                |
| Wohnhaus                                    | Kirchstraße 31 Lage                                            | 17. Jahrhundert                   | dreigeschossiges verschiefertes Fachwerkhaus, teilweise massiv, wohl aus dem 17. Jahrhundert | Fotos hochladen                |
| Wohnhaus                                    | Kirchstraße 32 Lage                                            | 17. Jahrhundert                   | dreigeschossiges Fachwerkhaus, teilweise massiv, 17. Jahrhundert, Zwerchhaus 18. Jahrhundert | weitere Bilder Fotos hochladen |
| Wohnhaus                                    | Kirchstraße 33/35 Lage                                         | 17. oder 18. Jahrhundert          | dreigeschossiges verputztes Fachwerkhaus, 17. oder 18. Jahrhundert | Fotos hochladen                |
| Wohnhaus                                    | Kirchstraße 34 Lage                                            | 17. Jahrhundert                   | dreigeschossiges Wohnhaus, im Kern wohl Fachwerkbau des 17. Jahrhunderts, Mansarddach mit Zwerchhaus, um 1800 | Fotos hochladen                |
| Wohnhaus                                    | Kirchstraße 36 Lage                                            | 17. Jahrhundert                   | dreigeschossiges Wohnhaus, teilweise verputzt, massiv und Fachwerk, 17. Jahrhundert | Fotos hochladen                |
| Wohnhaus                                    | Kirchstraße 38/40 Lage                                         | 1686                              | dreigeschossiges Fachwerk-Doppelwohnhaus, teilweise massiv, bezeichnet 1686 | Fotos hochladen                |
| Wohnhäuser                                  | Kirchstraße 41 Lage                                            | 17. oder 18. Jahrhundert          | zwei um 1800 unter Mansarddach zusammengefasste Wohnhäuser, teilweise massiv, verputzt und verschiefert, wohl mit Fachwerk des 17. oder 18. Jahrhunderts | weitere Bilder Fotos hochladen |
| Katholische Pfarrkirche St. Peter in Ketten | Kirchstraße 43 Lage                                            | erste Hälfte des 13. Jahrhunderts | gotische Stufenhalle mit drei Seitenschiffen | weitere Bilder Fotos hochladen |
| Wohnhaus                                    | Kirchstraße 44/46 Lage                                         | 17. Jahrhundert                   | dreigeschossiges Fachwerk-Doppelwohnhaus, teilweise massiv, 17. Jahrhundert | Fotos hochladen                |
| Polizeidirektion                            | Kirchstraße 45, Alois-Jäger Platz 2 Lage                       | um 1838                           | ehemalige Schule; zweiflügliger Bruchsteinbau, Hauptflügel um 1838, Seitenflügel 1894–96 | Fotos hochladen                |
| Wohnhaus                                    | Kirchstraße 48 Lage                                            | 17. Jahrhundert                   | dreigeschossiges Fachwerkhaus, teilweise massiv, 17. Jahrhundert | Fotos hochladen                |
| Wohnhaus                                    | Kirchstraße 50/52 Lage                                         | 17. Jahrhundert                   | dreigeschossiges Fachwerk-Doppelwohnhaus, teilweise massiv, 17. Jahrhundert | Fotos hochladen                |
| Wohnhaus                                    | Kleiner Markt 13 Lage                                          | 17. Jahrhundert                   | dreigeschossiges Fachwerkhaus, teilweise massiv, 17. Jahrhundert | Fotos hochladen                |
| Wohnhaus                                    | Kleiner Markt 14 Lage                                          | 17. oder 18. Jahrhundert          | dreigeschossiges verschiefertes Fachwerkhaus, wohl aus dem 17. oder 18. Jahrhundert | Fotos hochladen                |
| Evangelische Pauluskirche                   | Koblenzer Straße Lage                                          | 1874/75                           | neugotischer Backsteinbau, 1874/75 | weitere Bilder Fotos hochladen |
| Heiligkreuzkapelle                          | Koblenzer Straße, bei Nr. 17 Lage                              | 1755                              | barocker Saal, 1755; über dem Eingang Kruzifix, wohl aus dem 18. Jahrhundert | weitere Bilder Fotos hochladen |
| Wohnhaus                                    | Obere Plötzgasse 1 Lage                                        | 1713                              | ehemaliges Wohnhaus, später Schule, 1713, Architekt wohl Hofbaumeister Philipp Honorius Ravensteyn | Fotos hochladen                |
| Friedhofskapelle und Grabmäler              | Peterstorstraße, auf dem Friedhof Lage                         | 19. Jahrhundert                   | Friedhofskapelle, Ende des 19. Jahrhunderts; Grabsteine um 1900; Grabdenkmal der freiherrlich Fischerschen Familie, frühes 19. Jahrhundert | weitere Bilder Fotos hochladen |
| Wohnhaus                                    | Sauertalstraße 1 Lage                                          | 16. Jahrhundert                   | dreigeschossiges Fachwerkhaus, 16. Jahrhundert | Fotos hochladen                |
| Hofanlage                                   | Sauertalstraße 12 Lage                                         | 18. Jahrhundert                   | Streckhof; verputztes Fachwerkhaus, wohl aus dem 18. Jahrhundert, Fachwerk-Wirtschaftsteil, teilweise massiv und verputzt, 17. oder 18. Jahrhundert | Fotos hochladen                |
| Fachwerkspolien                             | Sauertalstraße 15 Lage                                         |                                   | Neubau mit Fachwerkspolien | Fotos hochladen                |
| Wegekapelle                                 | Staudter Straße Lage                                           | 1893                              | Backsteinbau, bezeichnet 1893 | weitere Bilder Fotos hochladen |
| Wohnhaus                                    | Steinweg 13/15 Lage                                            | 18. Jahrhundert                   | Fachwerk-Doppelwohnhaus, teilweise verputzt, 18. Jahrhundert | weitere Bilder Fotos hochladen |
| Wohnhaus                                    | Steinweg 27 Lage                                               | 17. oder 18. Jahrhundert          | Fachwerkhaus, teilweise massiv, verputzt und verkleidet, wohl aus dem 17. oder 18. Jahrhundert | weitere Bilder Fotos hochladen |
| Villa                                       | Tiergartenstraße 9 Lage                                        | um 1910/20                        | Villa mit Nebengebäude; eingeschossiger Mansarddachbau, um 1910/20 | Fotos hochladen                |
| Wohnhaus                                    | Untere Plötzgasse 4 Lage                                       | 17. oder 18. Jahrhundert          | verputztes Fachwerkhaus, wohl aus dem 17. oder 18. Jahrhundert | Fotos hochladen                |
| Wohnhaus                                    | Vorderer Rebstock 1, Bahnhofstraße 2 Lage                      | 17. Jahrhundert                   | Fachwerkhaus, teilweise massiv, 17. Jahrhundert, jüngeres Mansarddach | Fotos hochladen                |
| Wohnhaus                                    | Vorderer Rebstock 13 Lage                                      | 1655                              | Fachwerkhaus, bezeichnet 1655 | weitere Bilder Fotos hochladen |
| Wohnhaus                                    | Vorderer Rebstock 14 Lage                                      | 17. oder 18. Jahrhundert          | dreigeschossiges Fachwerkhaus, teilweise verputzt, 17. oder 18. Jahrhundert | weitere Bilder Fotos hochladen |
| Wohnhaus                                    | Vorderer Rebstock 20/22 Lage                                   | 18. Jahrhundert                   | dreigeschossiges Fachwerk-Doppelwohnhaus, teilweise massiv, 18. Jahrhundert | Fotos hochladen                |
| Jüdisches Bethaus                           | Vorderer Rebstock 26 Lage                                      | 18. Jahrhundert                   | ehemaliges jüdisches Bethaus; Fachwerkhaus mit stumpfwinklig geknickter Fassade, 18. Jahrhundert | Fotos hochladen                |
| Wohnhaus                                    | Vorderer Rebstock 33 Lage                                      | spätes 17. Jahrhundert            | Fachwerkhaus mit Querbau, spätes 17. Jahrhundert | Fotos hochladen                |
| Werbhaus                                    | Werbhausgasse 1 Lage                                           | 16. und 18. Jahrhundert           | dreigeschossiger Fachwerkbau, 16. und 18. Jahrhundert | weitere Bilder Fotos hochladen |
| Wasserturm                                  | Werkstraße 28 Lage                                             | Ende des 19. Jahrhunderts         | Fachwerkkonstruktion auf Trachyt-Sockel, vorgelagertes Fachwerktreppenhaus, Ende des 19. Jahrhunderts | Fotos hochladen                |
| Wegekreuz                                   | nordwestlich der Stadt an der L 313 (Eschelbacher Straße) Lage | um 1900                           | Kruzifix, Holz, Ende des 19. oder Anfang des 20. Jahrhunderts (?) | weitere Bilder Fotos hochladen |
| Kapelle am ‚Großen Herrgott‘                | südwestlich der Stadt an der B 49 im Stadtwald Lage            | um 1900                           | kleine Wegekapelle, einfacher Backsteinbau mit Satteldach um 1900, über spitzbogiger Öffnung kreuzförmige Nische, ursprünglich mit Heiligenfigur, Kreuzigungsgruppe in Holz, sekundär gefasst                                                                           | weitere Bilder Fotos hochladen |

## Bladernheim

### Einzeldenkmäler
| Bezeichnung                           | Lage                  | Baujahr                            | Beschreibung                                                                   | Bild                           |
| ------------------------------------- | --------------------- | ---------------------------------- | ------------------------------------------------------------------------------ | ------------------------------ |
| Wohnhaus                              | Densenaustraße 1 Lage | 17. oder 18. Jahrhundert           | Fachwerkhaus, verputzt und verkleidet, wohl aus dem 17. oder 18. Jahrhundert   | Fotos hochladen                |
| Brunnen                               | Mittelaustraße Lage   | zweite Hälfte des 19. Jahrhunderts | Laufbrunnen, Gusseisen, zweite Hälfte des 19. Jahrhunderts                     | weitere Bilder Fotos hochladen |
| Wohnhaus                              | Mittelaustraße 2 Lage | 17. oder 18. Jahrhundert           | Fachwerkhaus mit Niederlass, verkleidet, wohl aus dem 17. oder 18. Jahrhundert | Fotos hochladen                |
| Katholische Filialkirche St. Antonius | Mittelaustraße 3 Lage | um 1889                            | neugotischer Bruchsteinsaal, um 1889                                           | weitere Bilder Fotos hochladen |

## Elgendorf

### Denkmalzonen
| Bezeichnung                              | Lage                    | Baujahr | Beschreibung | Bild |
| ---------------------------------------- | ----------------------- | ------- | --- | ---- |
| Denkmalzone Kurtrierische Wildbanngrenze | westlich des Ortes Lage | 1770    | Abschnitte der ehemaligen kurtrierischen Wildbanngrenze zwischen Welschneudorf und Wirges, Wall- und Grabenanlage, 1770 angelegt | BW   |

### Einzeldenkmäler
| Bezeichnung | Lage                      | Baujahr                  | Beschreibung                                                    | Bild            |
| ----------- | ------------------------- | ------------------------ | --------------------------------------------------------------- | --------------- |
| Wohnhaus    | Baumbacher Straße 22 Lage | 17. oder 18. Jahrhundert | Fachwerkhaus, verkleidet, wohl aus dem 17. oder 18. Jahrhundert | Fotos hochladen |
| Wohnhaus    | Köppelstraße 4 Lage       | 18. Jahrhundert          | Fachwerkhaus, teilweise massiv und verputzt, 18. Jahrhundert    | Fotos hochladen |
| Wohnhaus    | Köppelstraße 16 Lage      | 18. Jahrhundert          | Fachwerkhaus, teilweise massiv, 18. Jahrhundert                 | Fotos hochladen |

## Eschelbach

### Einzeldenkmäler
| Bezeichnung | Lage                                            | Baujahr                                       | Beschreibung                                                                      | Bild                           |
| ----------- | ----------------------------------------------- | --------------------------------------------- | --------------------------------------------------------------------------------- | ------------------------------ |
| Wegekreuz   | Lilienstraße, neben dem Aufgang zur Kirche Lage | Ende des 19. oder Anfang des 20. Jahrhunderts | Kruzifix, Holz, Ende des 19. oder Anfang des 20. Jahrhunderts                     | weitere Bilder Fotos hochladen |
| Wohnhaus    | Lilienstraße 4 Lage                             | 17. oder 18. Jahrhundert                      | Fachwerkhaus, teilweise massiv, verkleidet, wohl aus dem 17. oder 18. Jahrhundert | Fotos hochladen                |

## Ettersdorf

### Einzeldenkmäler
| Bezeichnung | Lage                                  | Baujahr                            | Beschreibung                                               | Bild                           |
| ----------- | ------------------------------------- | ---------------------------------- | ---------------------------------------------------------- | ------------------------------ |
| Brunnen     | Rübenstock, unterhalb der Kirche Lage | zweite Hälfte des 19. Jahrhunderts | Laufbrunnen, Gusseisen, zweite Hälfte des 19. Jahrhunderts | weitere Bilder Fotos hochladen |

## Horressen

### Denkmalzonen
| Bezeichnung                              | Lage                    | Baujahr | Beschreibung | Bild |
| ---------------------------------------- | ----------------------- | ------- | --- | ---- |
| Denkmalzone Kurtrierische Wildbanngrenze | westlich des Ortes Lage | 1770    | Abschnitte der ehemaligen kurtrierischen Wildbanngrenze zwischen Welschneudorf und Wirges, Wall- und Grabenanlage, 1770 angelegt | BW   |

### Einzeldenkmäler
| Bezeichnung | Lage               | Baujahr                    | Beschreibung | Bild            |
| ----------- | ------------------ | -------------------------- | --- | --------------- |
| Wohnhaus    | Amselstraße 4 Lage | 18. Jahrhundert            | Fachwerkhaus, teilweise massiv und verschiefert, 18. Jahrhundert                                                                      | Fotos hochladen |
| Wohnhaus    | Ringstraße 3 Lage  | Mitte des 19. Jahrhunderts | Fachwerkhaus mit riegelloser Fachwerkkonstruktion, Mitte des 19. Jahrhunderts                                                         | Fotos hochladen |
| Hofanlage   | Talweg 5 Lage      | 18. Jahrhundert            | Streckhof; stattliches Fachwerkhaus, teilweise massiv, Krüppelwalmdach, 18. Jahrhundert, Fachwerk-Wirtschaftsgebäude, 19. Jahrhundert | Fotos hochladen |

## Reckenthal

### Denkmalzonen
| Bezeichnung                     | Lage                              | Baujahr                  | Beschreibung | Bild            |
| ------------------------------- | --------------------------------- | ------------------------ | --- | --------------- |
| Denkmalzone Ortskern Reckenthal | Tannenweg 16, 18, 31, 33, 35 Lage | 17. und 18. Jahrhunderts | im Talbereich entlang des Tannenwegs gelegener Dorfkern mit Fachwerkbauten des 17. und 18. Jahrhunderts, Laufbrunnen und Pumpbrunnen | Fotos hochladen |

### Einzeldenkmäler
| Bezeichnung | Lage                       | Baujahr                            | Beschreibung                                               | Bild                           |
| ----------- | -------------------------- | ---------------------------------- | ---------------------------------------------------------- | ------------------------------ |
| Brunnen     | Tannenweg, vor Nr. 20 Lage | zweite Hälfte des 19. Jahrhunderts | Laufbrunnen, Gusseisen, zweite Hälfte des 19. Jahrhunderts | weitere Bilder Fotos hochladen |
| Brunnen     | Tannenweg, bei Nr. 31 Lage | Ende des 19. Jahrhunderts          | Pumpbrunnen, Ende des 19. Jahrhunderts                     | Fotos hochladen                |

## Wirzenborn

### Denkmalzonen
| Bezeichnung            | Lage                | Baujahr | Beschreibung | Bild                           |
| ---------------------- | ------------------- | ------- | --- | ------------------------------ |
| Denkmalzone Wirzenborn | Kapellenstraße Lage | ab 1498 | historisch gewachsener Ortsmittelpunkt aus Wallfahrtskirche mit ummauertem Kirchhof, Pfarrhaus (Kapellenstraße 12), Stationenweg (18. Jahrhundert), Kriegergedächtnis und Laufbrunnen | weitere Bilder Fotos hochladen |

### Einzeldenkmäler
| Bezeichnung                  | Lage                                                           | Baujahr                           | Beschreibung                                                                                           | Bild                           |
| ---------------------------- | -------------------------------------------------------------- | --------------------------------- | --- | ------------------------------ |
| Brücke                       | Kapellenstraße Lage                                            |                                   | Straßenbrücke; einbogige Bruchsteinbrücke                                                              | weitere Bilder Fotos hochladen |
| Hofanlage                    | Kapellenstraße 5 Lage                                          | 18. Jahrhundert                   | Hofanlage; Fachwerkhaus, teilweise massiv, 18. Jahrhundert; ehemalige Fachwerkscheune, 19. Jahrhundert | Fotos hochladen                |
| Quereinhaus                  | Kapellenstraße 9 Lage                                          | 18. Jahrhundert                   | Fachwerk-Quereinhaus, 18. Jahrhundert, massiv verlängert                                               | Fotos hochladen                |
| Katholische Wallfahrtskirche | Kapellenstraße 11 Lage                                         | 1498                              | kleiner spätgotischer Saalbau, Chor 1498/99–1500, Maurermeister This                                   | weitere Bilder Fotos hochladen |
| Pfarrhaus                    | Kapellenstraße 12 Lage                                         | 18. Jahrhundert                   | Fachwerkbau, 18. Jahrhundert                                                                           | Fotos hochladen                |
| Wohnhaus                     | Kiefernweg 1 Lage                                              | erste Hälfte des 17. Jahrhunderts | Fachwerkhaus, teilweise massiv, wohl aus der ersten Hälfte des 17. Jahrhunderts                        | BW                             |
| Stationenweg                 | westlich des Ortes, von Montabaur aus zur Kapelle führend Lage | 18. Jahrhundert                   | Stationenweg mit den Sieben Schmerzen und Sieben Freuden Mariens, 18. Jahrhundert, zum Teil erneuert   | weitere Bilder Fotos hochladen |